# Apple A12X
Apple A12X Bionicは、Appleが設計した64ビットARMベースのSystem-on-a-chip（SoC）である 。2018年10月30日に発表されたiPad Proに初めて搭載された。 A12Xは、A10Xよりもシングルコア性能が35％、マルチコア性能が90%高速化した。発表当時はモバイル向けSoCの中では最速と言われていた。後継として、2020年にA12Z Bionicチップが発表されている。

## デザイン
A12Xには、Apple設計の64ビットARMv8-Aベースの4つの高性能コア（Vortex）と4つの高効率コア（Tempest）が搭載されている。また、Apple設計の7コアGPUを搭載し、A10Xの2倍、初代iPadの1000倍の性能を誇るという。A12Xには新世代の「ニューラルエンジン」と呼ばれる専用ニューラルネットワークハードウェアも搭載されている。このニューラルエンジンは8つのコアを持ち、毎秒最大5兆回の処理を実行できる。
A12XはTSMCの7nm FinFETプロセスを用いて製造され、総トランジスタ数は100億に上る。
ベンチマークソフトAnTuTu Benchmarkでは70万点を超える。
12.9インチiPad Pro (第3世代)および11インチiPad Pro (第1世代)の1TBモデル向けには6GB、64, 256, 512GBモデル向けには4GBのLPDDR4Xメモリを搭載している。
12.9インチiPad Pro (第4世代)および11インチiPad Pro (第2世代)には全てのモデルでA12Zと6GBのLPDDR4Xメモリを搭載している。

## Apple A12Z

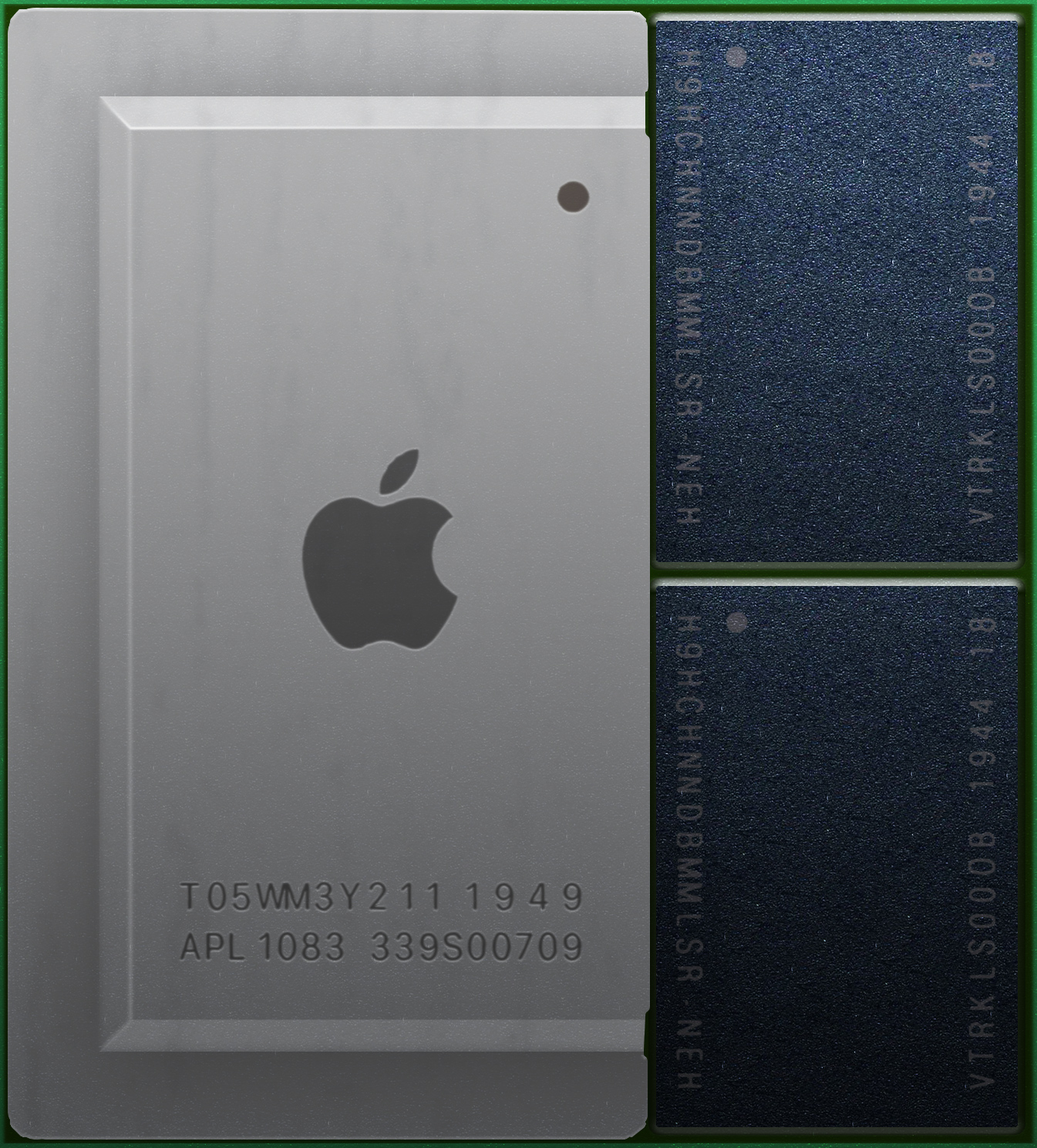
Apple A12Z

2020年3月に発表されたiPad Proに搭載されているA12Z Bionicは、A12Xと同一であり、A12Xで無効化されていた1つのGPUを有効化したSoCであると判明している。

## 搭載製品
- 12.9インチiPad Pro (第3世代) - A12X Bionic
- 11インチiPad Pro (第1世代) - A12X Bionic
- 12.9インチiPad Pro (第4世代) - A12Z Bionic
- 11インチiPad Pro (第2世代) - A12Z Bionic

## Developer Transition Kit
2020年6月22日に行われたWWDC20の基調講演にて、Macのハードウェアの、IntelアーキテクチャからApple Siliconへの移行が発表された。macOS Big Sur開発向けにA12Z Bionicを用いたハードウェアとして、Mac miniの筐体を用いたDeveloper Transition KitがUniversal App Quick Start Programに応募し選ばれた開発者に対してある一定期間貸与される。